# Досайкопа
Досайкопа́ (каз. Досайқопа) — солёное озеро в Камыстинском районе Костанайской области Казахстана. Находится у села Камысты.
Площадь поверхности озера составляет 8,5 км². Наибольшая длина озера — 4 км, наибольшая ширина — 3 км. Длина береговой линии составляет 11,5 км. Ледостав с ноября по апрель. На берегах произрастает тростник.